# Aspectos sociales de la televisión
Los aspectos sociales de la televisión son influencias que ha tenido este medio en la sociedad desde sus inicios. Las ciencias de la comunicación han aceptado sin discusiones la creencia de que este impacto ha sido impresionante desde sus orígenes. Sin embargo, hay mucha disputa sobre cuáles son esos efectos, la seriedad de sus repercusiones y si estos efectos son más o menos evolutivos con la comunicación humana.

## Aspectos positivos

### Hipótesis de sustitución social
Estudios recientes han revelado que los individuos que sufren aislamiento social pueden usar la televisión para desviar los sentimientos de soledad y de exclusión social. Para ello, crean lo que se denomina una “relación parasocial” o una “relación ficticia” con los personajes de sus series de televisión y películas favoritas. Así como una persona crea un vínculo con otra cuando pasan tiempo juntas e intercambian ideas y opiniones cara a cara, en estas pseudorelaciones el individuo forma un lazo emocional con personajes televisivos a los que se aferra y con los que se involucra en sus vidas como si fueran amigos íntimos. De esta forma, el individuo puede satisfacer el deseo de establecer relaciones significativas y el de adaptarse a la sociedad. Jaye Derrick y Shira Gabriel, de la Universidad de Búfalo, y Kurt Hugenber, de la Universidad de Miami, han demostrado que cuando un individuo es incapaz de interactuar con personas reales se refugia en su programa de televisión favorito y así se muestra menos proclive a mostrar sentimientos de soledad.
A este fenómeno lo han denominado “Hipótesis de sustitución social”. Además, cuando un bache como una pelea o una discusión afecta a una relación personal, ver la serie de televisión preferida actúa como amortiguador y evita que el individuo padezca baja autoestima y se sienta desubicado debido a esa amenaza que se percibe en cada discusión. Al proporcionar un sustituto temporal para la aceptación y pertenencia a un grupo, la televisión ayuda a aliviar los sentimientos de depresión y soledad cuando no existen ese tipo de relaciones. Este beneficio es una consecuencia positiva de ver la televisión, ya que contrarresta el daño psicológico causado por la exclusión social.

### Ventajas educativas
Varios estudios han descubierto que la televisión educativa tiene muchas ventajas. Media Awareness Network explica en el artículo The Good Things about Television (Las cosas buenas de la televisión), que la televisión puede ser una herramienta de trabajo muy poderosa y efectiva para los niños, si se usa con sentido común. El artículo afirma que la televisión puede ayudar a la gente joven a descubrir cuál es su lugar en la sociedad, a desarrollar relaciones más cercanas con sus amigos y familiares, y a comprender los aspectos sociales complejos de la comunicación. Dimitri Christakis cita estudios en los cuales aquellos que vieron “Barrio Sésamo” y otros programas educativos cuando eran preescolares obtuvieron mejores resultados académicos, leían más libros, le dieron más valor al logro y fueron más creativos. Del mismo modo, mientras aquellos que estuvieron expuestos a modelos negativos sufrieron; aquellos expuestos a modelos positivos se comportaron mejor.

## Aspectos negativos
La realidad simbólica que representa la televisión en sus programas de entretenimiento y sobre todo en sus espacios llamados informativos, termina siendo percibida como el verdadero mundo real para aquellas personas que pasan demasiado tiempo viendo TV. Ver teoría del cultivo.
Dado su gran poder simbólico, su gran presencia, en hogares, centros de hostelería, paradas de transporte público, aeropuertos, hospitales, etc. El prestigio y reconocimiento del que disfrutan los que en ella aparecen, y su gran capacidad de repetir mensajes durante 24 horas al día, tiene el poder y el peligro de ser utilizada como maquinaria propagandística y de marketing para implantar ideas negativas y productos innecesarios en la sociedad, que deterioran y perjudican la convivencia y debilitan nuestras libertades.  
Existen muchos términos peyorativos para la televisión, como “caja idiota” o  “niñera electrónica” (como se la conoce en algunos países de Latinoamérica) que muestran el desdén que mucha gente profesa a este medio. Newton N. Minow habló del “vasto páramo” que eran los programas de televisión de aquel entonces el día de su discurso en 1961.
Desde el sistema judicial de los Estados Unidos han llegado quejas sobre la influencia social de la televisión, donde investigadores y fiscales denuncian lo que ellos denominan "efecto CSI". Protestan de que, debido a la popularidad y las considerables audiencias de CSI y sus derivados, los jurados hoy en día esperan verse “deslumbrados” y absolverán a los criminales de los cargos a no ser que se presenten con pruebas físicas impresionantes, incluso cuando la acusación presente una motivación, un testimonio o la falta de una coartada.
A la televisión también se le ha atribuido cambiar las normas de corrección social, no obstante, la dirección y valor de este cambio son motivo de disputa. Al escribir sobre la televisión en 1960, Milton Shulman dijo que “los dibujos animados muestran vacas sin ubres y ni siquiera los silencios están embarazados”, y observó que las vulgaridades en el aire estaban muy mal vistas. Shulman sugirió que, incluso durante los 70, la televisión estaba esbozando las ideas de corrección y adecuación en los países donde se emitía. Afirmó que, como un medio particularmente “omnipresente y generalizado”, la televisión podía crear una cómoda familiaridad y una aceptación del lenguaje y de comportamientos antes considerados como inaceptables. La televisión, además de influenciar a sus espectadores, provoca como respuesta que la imiten otros medios de comunicación que compiten contra ella en su lucha por mantener el ritmo y retener a sus espectadores o a sus lectores.
Según un estudio publicado en 2008 conducido por John Robinson y Steven Martin de la Universidad de Maryland, las personas que no están satisfechas con sus vidas pasan un 30% más de tiempo viendo la televisión que aquellas que lo están. La investigación se realizó con 30.000 personas durante el periodo entre 1975 y 2006. Esto contrasta con un estudio previo, que indicaba que ver la televisión era el momento más feliz del día para algunas personas. Basándose en este estudio, Robinson observó que los efectos placenteros de la televisión pueden compararse a una actividad adictiva, ya que producen “placer momentáneo pero miseria y arrepentimiento a largo plazo".

### Efectos psicológicos
Existe la teoría de que, cuando una persona juega a videojuegos o ve la televisión, los ganglios basales del cerebro se vuelven muy activos y se segrega dopamina. Algunos científicos creen que esa liberación en grandes cantidades reduce la cantitad de neurotransmisores relacionados con la motricidad, la percepción del dolor y el placer y la formación de sentimientos (aunque esta idea no tiene muchos seguidores en el campo de la Psicología). Por otra parte, un estudio llevado a cabo por Herbert Krugman desveló que cuando los telespectadores están frente a la pantalla, el hemisferio derecho del cerebro está dos veces más activo que el izquierdo, lo que provoca un estado de hipnosis.
Temer mucho daño a la cabeza

### Efectos físicos
Mediante los estudios en niños y en adultos se ha descubierto una relación entre el número de horas dedicadas a ver la televisión y la obesidad. Un estudio halló que, en los niños, ver la televisión disminuye más el índice metabólico que estar en reposo. El autor John Steinbeck describió a los televidentes: 
"He observado los síntomas físicos de ver la televisión tanto en niños como en adultos. La boca y los labios se abren; los ojos parecen como hipnotizados o atontados; la nariz moquea bastante más de lo normal; la columna vertebral se acomoda y los dedos, lenta y metódicamente, tamborilean sobre los diseños de los muebles brocados. Tal es el estado de semiconsciencia que uno se pregunta hasta qué punto está calando en el cerebro el mensaje de la televisión".
La Academia Americana de Pediatría (AAP) recomienda que los niños menores de dos años no deberían ver la televisión y que los niños de dos años en adelante deberían verla de una a dos horas como mucho. Los niños que ven la televisión más de cuatro horas al día tienen más probabilidades de padecer sobrepeso.
Ver la televisión y otras actividades sedentarias provocan un mayor riesgo de sufrir un infarto.

### Presuntos efectos
Legisladores, científicos y padres de familia debaten sobre cómo repercute la violencia televisiva en los espectadores, especialmente en los jóvenes. Sin embargo, los trabajos de investigación de los últimos cincuenta años que se han centrado en el efecto de la televisión en el desarrollo emocional y social de los niños todavía no han conseguido cerrar este debate.
Varios investigadores han afirmado que las pruebas confirman una clara relación causal directa entre la violencia en los medios de comunicación y la violencia social. Sin embargo, otros autores observan problemas metodológicos significativos con la literatura y discordancia entre el crecimiento de la violencia en los medios y el descenso del índice de delincuencia en los Estados Unidos.
En 2002, un artículo en la revista de divulgación científica Scientific American sugería que ver la televisión de forma compulsiva, la adicción a la televisión, era como cualquier otra adicción. El artículo estaba respaldado por una investigación basada en informes sobre síndromes de abstinencia entre familias que se vieron obligadas a dejar de ver la televisión por determinadas circunstancias. 
No obstante, este punto de vista todavía no ha recibido una aceptación generalizada entre todos los investigadores, y la “adicción a la televisión” no es una condición diagnosticable según el Manual diagnóstico y estadístico de los trastornos mentales. Un estudio longitudinal de Nueva Zelanda que involucró a 1.000 personas (desde niños hasta personas de 26 años de edad) ha demostrado que “ver la televisión durante la infancia y la adolescencia se asocia con un bajo nivel educativo a los de 12 años de edad”. 
El mismo documento articuló que había una relación negativa significativa entre el tiempo dedicado a ver la televisión al día siendo un niño, y los niveles educativos a los 26 años: cuanto más tiempo pasara un niño viendo la televisión entre los 5 y 15 años, era menos probable que tuviera un título universitario a los 26 años. Sin embargo, investigaciones recientes (Schmidt et al. 2009) indican que, al contrario de la idea anterior, una vez entran en juego otros factores, ver la televisión no parece tener ningún efecto sobre el rendimiento cognitivo. Sin embargo, este estudio solo se limitaba al rendimiento cognitivo en la infancia. Numerosos estudios también han investigado la relación entre ver la televisión y las calificaciones en la escuela. 
Un estudio publicado en el periódico Sexuality Research and Social Policy concluyó que la implicación de los padres en la televisión se asociaba con una mayor satisfacción hacia su cuerpo entre las chicas adolescentes, menos experiencia sexual entre chicos y chicas adolescentes, y que la implicación de los padres en la televisión podría influenciar a la autoestima y la imagen, en parte por incrementar la cercanía entre padre-hijo. 
No obstante, un artículo más reciente de Christopher Ferguson, Benjamin Winegard, y Bo Winegard advertía que los estudios sobre los medios de comunicación y la insatisfacción corporal son menos importantes y consistentes de lo que se ha afirmado a menudo, y que se han exagerado sus efectos. Asimismo, un trabajo reciente de Laurence Steinbrerg y Kathryn Monahan ha revelado que utilizando el pareamiento por puntaje de propensión para controlar otras variables, el ver programas de televisión con contenido sexual no ha afectado al comportamiento sexual adolescente según un análisis longitudinal.
Diversos estudios han encontrado pocos o ningún efecto producidos por ver la televisión en los espectadores (véase Freedman, 2002). Por ejemplo, un resultado en un reciente estudio a largo plazo sobre la juventud, no encontró ninguna consecuencia a largo plazo entrever violencia en la televisión y la violencia juvenil o el acoso escolar.
El 26 de julio de 2000, the American Academy of Pediatrics, the American Medical Association, the American Psychological Association, the American Academy of Family Physicians, y the American Academy of Child and Adolescent Psychiatry afirmaron que “ver de forma prolongada violencia en los medios puede inducir a una desensibilización emocional hacia la violencia en la vida real”. No obstante, investigadores han analizado desde entonces varias afirmaciones de esta publicación, ambas sobre el número de estudios llevados a cabo y la comparación con los efectos médicos, y encontraron muchos errores. (Block & Crain, 2007; Freedman, 2002)

### Propaganda
La televisión se usa para promover programas comerciales, sociales y políticos.  El uso del servicio público de anuncios (incluidos aquellos que pagan los políticos o los órganos gubernamentales), las noticias y programas de actualidad, los anuncios, los publirreportajes y los programas de debate se utilizan para influir en la opinión del público. La teoría Cultivation Hypothesis sugiere que algunos espectadores pueden llegar a imitar información cuestionable o incluso descaradamente ficticia producida por los medios, como si fuera real. El gran debate permanece, sin embargo, en si esta teoría está bien sustentada por los textos científicos, a pesar de que la efectividad de la propaganda de la televisión (incluyendo publicidad comercial) es sin igual. Los militares y el Departamento de Estado de los Estados Unidos, a menudo, recurren a los medios para retransmitir territorios o naciones hostiles.

## Política
Mientras que los efectos de los programas de televisión dependen de lo que se consume en la actualidad, Neil Postman sostiene que el dominio del entretenimiento, no de los programas informativos, crea una sociedad políticamente ignorante, que debilita la democracia: «los estadounidenses son los mejor entretenidos y, probablemente, los peor informados del mundo occidental». Sin embargo, algunos canales sí ofrecen a los estadounidenses discursos y debates políticos inteligentes. No obstante, esto ofrece a los espectadores ignorantes, quienes probablemente no lean sobre política en ningún otro lugar, la oportunidad de conocer las opiniones políticas actuales o históricas, por ejemplo.

## El género y la televisión
Mientras que a las mujeres, que estaban "tradicionalmente más aisladas que los hombres", se les dio la misma oportunidad de consumir programas sobre temáticas más "masculinas", el lado femenino de los hombres está vinculado con la naturaleza emocional de muchos programas de televisión.
La televisión desempeñó un papel importante en el movimiento feminista. Aunque la mayoría de las mujeres retratadas en la televisión se ajustaban a los estereotipos, la televisión también mostró la vida de los hombres así como noticias y temas de actualidad. Estas "otras vidas" retratadas en la televisión dejaron a muchas mujeres insatisfechas con su socialización actual. 
La representación de hombres y mujeres en la televisión ha sido un tema de mucha controversia desde que la televisión salió al mercado a finales de 1930. En 1964, Betty Friedan aseguró que la televisión ha representado a la mujer americana como la pequeña sirvienta estúpida, poco atractiva, insegura que pasa sus sacrificados, sin sentido y aburridos días soñando con el amor y planeando una cruel venganza contra su marido. Cuando las mujeres empezaron a rebelarse y a protestar por un trato igualitario en la sociedad durante los años 1960 y 1970, su representación en la televisión fue una de las cuestiones que abordaron. La periodista Susan Faludi sugirió que "las prácticas y la programación de las cadenas de televisión en el año 1980 fueron un intento de volver a aquellos primeros estereotipos de las mujeres". A través de la televisión, incluso la mayoría de las mujeres confinadas en casa pueden experimentar partes de nuestra cultura que antes se consideraban principalmente masculinas, como los deportes, la guerra, los negocios, la medicina, el derecho y la política.
La familiaridad inherente de la televisión hace que sea uno de los pocos espacios públicos de nuestra sociedad en el que los hombres usan rutinariamente maquillaje y se les juzga tanto por su apariencia personal y su "estilo" como por sus "logros". 
Desde 1930 hasta 2007 la televisión diurna no ha cambiado mucho. Las telenovelas y las tertulias siguen controlando la franja horaria. El horario central de la televisión desde la década de 1950 ha ido dirigido y ha sido disfrutado por los hombres. En 1952, el 68% de los personajes de las series del horario central eran hombres; en 1973, el 74% de los personajes en estos programas eran hombres. En 1970 la Organización Nacional para las Mujeres (NOW) entró en acción. Crearon un cuerpo especial para estudiar y cambiar los "estereotipos despectivos de las mujeres en la televisión". En 1972 impugnaron las licencias de dos emisoras propiedad de la cadena sobre la base de su programación sexista. En la década de 1960 los programas Mi bella genio y Embrujada insinuaron que la única forma de que una mujer pudiera escapar de sus labores era usando la magia. Un análisis de la industria por Shari Anne Brill de Carat, EE.UU "Durante años, cuando los hombres estaban detrás de la cámara, las mujeres eran auténticas cabezas de chorlito. Ahora tenemos a protagonistas femeninas haciendo de superhéroes o super mujeres de negocios". La red de radiodifusión actual cuenta con una serie de representaciones femeninas. Esto fue evidente en un estudio realizado en 2014 donde se mostraba que el "42% de todos los personajes principales de televisión son mujeres".

## Tendencias tecnológicas
En sus inicios, la televisión era un medio que dependía del tiempo, efímero. Se emitía en el horario de las instituciones que emitían la señal de televisión o dirigían el cable. Los aficionados a los espectáculos habituales planeaban sus horarios para poder ver sus espectáculos a la hora de emisión. De hecho, el término “appointment television” (cita con la televisión) fue acuñado por los vendedores para describir este tipo de apego.
La dependencia de horarios de la audiencia disminuyó con la invención de las grabadoras de video programables, como la videograbadora y la grabadora de video digital. Los consumidores pudieron ver programas en sus propios horarios una vez se emitían y grababan. Más recientemente, los proveedores del servicio de televisión también ofrecen televisión a la carta, un conjunto de programas que se pueden ver en cualquier momento. 
Tanto las redes de telefonía móvil como Internet nos ofrecen la emisión de vídeos, igualmente las páginas web en las que se comparten vídeos se han vuelto muy populares. Además, los avances en el procesamiento de los teléfonos inteligentes y tabletas ha facilitado la "hibridación" de la manera de mirar la televisión, en la cual los espectadores miran programas en la televisión y simultáneamente interactúan con las redes sociales desde sus teléfonos móviles. Un estudio de 2012 que llevó a cabo la empresa de medios de comunicación australiana Yahoo7, descubrió que el 36% de los australianos llaman o escriben mensajes a su familia y amigos, mientras que un 41% lo publican en Facebook mientras miran la televisión. Yahoo7 ya ha experimentado una significativamente rápida absorción de su aplicación para el móvil Fango, la cual fomenta que se comparta y se hable sobre programas de televisión en las emisiones gratuitas de Australia.
La productora japonesa Scalar ha desarrollado un sistema televisivo muy pequeño relacionado con las gafas, llamado Teleglass T3-F.